# エルミート多様体
数学における エルミート多様体（英語: Hermitian manifold）とはリーマン多様体の複素微分幾何における類似である。より正確には、エルミート多様体とは、各点の正則接空間にエルミート内積を持ち、それらが滑らかに変化する複素多様体のことを指す。また、エルミート多様体を複素構造を保つリーマン計量を持つ実多様体として定義することもできる。
複素構造は、本質的には可積分条件をもつ概複素構造であり、この条件は多様体上にユニタリ構造（U(n)-構造(U(n) structure))をもたらす。可積分条件を落とすと、概エルミート多様体を得る。
任意の概エルミート多様体上に、計量と概複素構造にのみ依存する基本2形式(fundamental 2-form)と呼ばれる微分形式を定めることができる。基本2形式は常に非退化である。これが閉形式である（すなわちシンプレクティック形式である）という追加の可積分条件を課すことにより、概ケーラー構造(almost Kähler structure)を得る。もし概複素構造と基本2形式の両方が可積分であれば、 ケーラー構造を持つ。

## 形式的定義
滑らかな多様体(smooth manifold) {\displaystyle M} 上の複素ベクトル束 {\displaystyle E} におけるエルミート計量(Hermitian metric)とは、各々のファイバー上で滑らかに変化する正定値エルミート形式である。そのような計量は滑らかな切断
{\displaystyle h\in \Gamma (E\otimes {\bar {E}})^{*}}
であって、{\displaystyle E_{p}} の任意の元 {\displaystyle \zeta ,\eta } に対し
{\displaystyle h_{p}(\eta ,{\bar {\zeta }})={\overline {h_{p}(\zeta ,{\bar {\eta }})}}}
であり、{\displaystyle E_{p}} の任意の 0 でない元 {\displaystyle \zeta } に対し
{\displaystyle h_{p}(\zeta ,{\bar {\zeta }})>0}
を満たすような切断として表すことができる。
エルミート多様体(Hermitian manifold)は、その正則接空間(holomorphic tangent space)上にエルミート計量を持つ複素多様体である。同様に、概エルミート多様体(almost Hermitian manifold)は、その正則接空間上にエルミート計量を持つ概複素多様体である。
エルミート多様体上では、計量は正則局所座標 {\displaystyle (z^{\alpha })} を用いて
{\displaystyle h=h_{\alpha {\bar {\beta }}}\,dz^{\alpha }\otimes d{\bar {z}}^{\beta }}
と表わされる。ここに {\displaystyle h_{\alpha {\bar {\beta }}}} は正定値エルミート行列の成分である。

## リーマン計量と随伴形式
（概）複素多様体 {\displaystyle M} 上のエルミート計量 {\displaystyle h} は、基礎多様体上にリーマン計量 {\displaystyle g} を定義する。計量 {\displaystyle g} は {\displaystyle h} の実部
{\displaystyle g={1 \over 2}(h+{\bar {h}})}
で定義される。
形式 {\displaystyle g} は複素化された(complexified)接バンドル {\displaystyle TM^{\mathbf {C} }} 上の対称双線型形式である。{\displaystyle g} は自身の共役と等しいので、{\displaystyle TM} 上の実形式の複素化となる。{\displaystyle TM} 上での {\displaystyle g} の対称性と正定値性は、対応する {\displaystyle h} の性質から従う。局所正則座標では、計量 {\displaystyle g} は
{\displaystyle g={1 \over 2}h_{\alpha {\bar {\beta }}}\,(dz^{\alpha }\otimes d{\bar {z}}^{\beta }+d{\bar {z}}^{\beta }\otimes dz^{\alpha })}
と表わすことができる。
{\displaystyle h} には次数 (1,1) の複素微分形式 {\displaystyle \omega } を付随させることもできる。形式 {\displaystyle \omega } は {\displaystyle h} の虚部のマイナス1倍
{\displaystyle \omega ={i \over 2}(h-{\bar {h}})}
として定義される。再び、{\displaystyle \omega } はその共役と等しいので、これは {\displaystyle TM} 上の実形式の複素化である。形式 {\displaystyle \omega } は、随伴 (1,1)-形式(associated (1,1) form)、基本形式(fundamental form)、あるいはエルミート形式(Hermitian form)と様々な呼ばれ方をする。局所正則座標では、{\displaystyle \omega } は
{\displaystyle \omega ={i \over 2}h_{\alpha {\bar {\beta }}}\,dz^{\alpha }\wedge d{\bar {z}}^{\beta }}
と表わされる。
座標表現から明らかなように、3つの形式 {\displaystyle h}、{\displaystyle g}、{\displaystyle \omega } のうち1つが与えられれば、他の2つも一意に定まる。リーマン計量 {\displaystyle g} と付随する形式 {\displaystyle \omega } とは概複素構造 {\displaystyle J} により次のように関係している: すべての複素接ベクトル {\displaystyle u} と {\displaystyle v} に対し、
{\displaystyle {\begin{aligned}\omega (u,v)&=g(Ju,v),\\g(u,v)&=\omega (u,Jv).\end{aligned}}}
エルミート計量 {\displaystyle h} は {\displaystyle g} と {\displaystyle \omega } から等式
{\displaystyle h=g-i\omega }
によって復元できる。3つの形式 {\displaystyle h}、{\displaystyle g}、{\displaystyle \omega } は概複素構造 {\displaystyle J} を保つ。すなわち、すべての複素接ベクトル {\displaystyle u} と {\displaystyle v} に対し、
{\displaystyle {\begin{aligned}h(Ju,Jv)&=h(u,v)\\g(Ju,Jv)&=g(u,v)\\\omega (Ju,Jv)&=\omega (u,v)\end{aligned}}}
である。
従って、（概）複素多様体 {\displaystyle M} 上のエルミート構造は、
1. 上記のエルミート計量 {\displaystyle h}
2. 概複素構造 {\displaystyle J} を保つリーマン計量 {\displaystyle g}
3. {\displaystyle J} を保つ非退化 2-形式 {\displaystyle \omega } ですべての 0 でない実接ベクトル {\displaystyle u} に対し {\displaystyle \omega (u,Ju)>0} の意味で正定値

のいずれかで特定することができる。
多くの著者が {\displaystyle g} 自身をエルミート計量と呼んでいることに注意する。

## 性質
すべての（概）複素多様体にはエルミート計量が入る。このことはリーマン計量についての同様の命題から直ちに従う。概複素多様体 {\displaystyle M} 上の任意のリーマン計量 {\displaystyle g} が与えられると、明らかに概複素構造 {\displaystyle J} と整合するような新しい計量 {\displaystyle g'} を、次のように構成することができる:
{\displaystyle g'(u,v)={\frac {1}{2}}\left(g(u,v)+g(Ju,Jv)\right).}
概複素多様体 {\displaystyle M} 上のエルミート計量を選ぶことは、{\displaystyle M} 上のU(n)-構造(U(n)-structure)を選ぶことと同値である。つまり、{\displaystyle GL(n,\mathbb {C} )} からユニタリ群 {\displaystyle U(n)} への {\displaystyle M} の枠束(frame bundle)の構造群の縮小(reduction of the structure group)である。概エルミート多様体上のユニタリ枠(unitary frame)は、エルミート計量に関して正規直交系をなす複素線型枠である。M のユニタリ枠束(unitary frame bundle)は、すべてのユニタリ枠の主 U(n)-バンドルである。
すべてのエルミート多様体 {\displaystyle M} は、{\displaystyle g} により決定されるリーマン体積形式である標準体積形式を持つ。この形式は、随伴 (1,1)-形式 {\displaystyle \omega } によって
{\displaystyle \mathrm {vol} _{M}={\frac {\omega ^{n}}{n!}}\in \Omega ^{n,n}(M)}
として与えられる。ここに {\displaystyle \omega ^{n}} は {\displaystyle \omega } と自身との {\displaystyle n} 重のウェッジ積である。従って、体積形式は {\displaystyle M} 上の実 {\displaystyle (n,n)}-形式である。局所正則座標では、体積形式は
{\displaystyle \mathrm {vol} _{M}=\left({\frac {i}{2}}\right)^{n}\det(h_{\alpha {\bar {\beta }}})\,dz^{1}\wedge d{\bar {z}}^{1}\wedge \cdots \wedge dz^{n}\wedge d{\bar {z}}^{n}}
により与えられる。
エルミート計量は、正則ベクトルバンドル上でも考えることができる。

## ケーラー多様体
エルミート多様体の最も重要なクラスは、ケーラー多様体である。ケーラー多様体は、エルミート形式 {\displaystyle \omega } が閉形式
{\displaystyle d\omega =0}
となるエルミート多様体である。この場合、形式 {\displaystyle \omega } をケーラー形式と呼ぶ。ケーラー形式はシンプレクティック形式なので、ケーラー多様体は自然にシンプレクティック多様体となる。
随伴する (1,1)-形式が閉である概エルミート多様体は、自然に概ケーラー多様体と呼ぶ。任意のシンプレクティック多様体には、概ケーラー多様体をなすような整合的な概複素構造が入る。

### 可積分性
ケーラー多様体は可積分条件を満たす概エルミート多様体である。この条件はいくつかの同値な方法で述べることができる。
{\displaystyle (M,g,\omega ,J)} を実 {\displaystyle 2n} 次元の概エルミート多様体とし、{\displaystyle \nabla } を {\displaystyle g} のレヴィ・チヴィタ接続とすると、以下は {\displaystyle M} がケーラーとなる同値な条件である。
- {\displaystyle \omega } が閉で、{\displaystyle J} が可積分である
- {\displaystyle \nabla J=0}
- {\displaystyle \nabla \omega =0}
- {\displaystyle \nabla } のホロノミー群（英語版）(holonomy group)が {\displaystyle J} に関するユニタリ群 {\displaystyle U(n)} に含まれる

これらの条件の同値性は、ユニタリ群の「3 から 2(2 out of 3)」の性質に対応する。
特に、{\displaystyle M} がエルミート多様体であれば、条件 {\displaystyle d\omega =0} が一見、非常に強く見える条件 {\displaystyle \nabla \omega =\nabla J=0} と同値である。ケーラー多様体の理論の豊かさは、これらの性質によるところもある。